# Poppa av Bayeux
Poppa av Bayeux, levnadsår okända men runt år 900, var frilla till hertig Rollo av Normandie. Hon var mor till Rollos två kända barn, hertig Vilhelm I av Normandie och dottern Gerloc. 
Poppas ursprung är obekräftat, och det finns flera teorier om det. Enligt en version var hon dotter till greve Berenger av Bayeux, och enligt en annan dotter till greve Guy av Senlis. Hon ska ha tillfångatagits av Rollo när vikingarna belägrade staden Bayeux 886 eller 889. Enligt en tredje hypotes var hon en herdinna från Hebriderna. Poppas son med Rollo föddes innan Rollo konverterade till kristendomen och mottog Normandie som förläning 911, och historikern Pierre Bauduin har föreslagit att relationen mellan Rollo och Poppa, en medlem av den franska adeln, betraktades som ett tecken på integration av den franske kungen. 
Poppa står som staty på Place de Gaulle i Bayeux.